# ميت ركاب
قرية ميت ركاب هي إحدى القرى التابعة لمركز الزقازيق في محافظة الشرقية في جمهورية مصر العربية. حسب إحصاءات سنة 2006، بلغ إجمالي السكان في ميت ركاب 3169 نسمة، منهم 1620 رجل و1549 امرأة.